# Евтимиев служебник

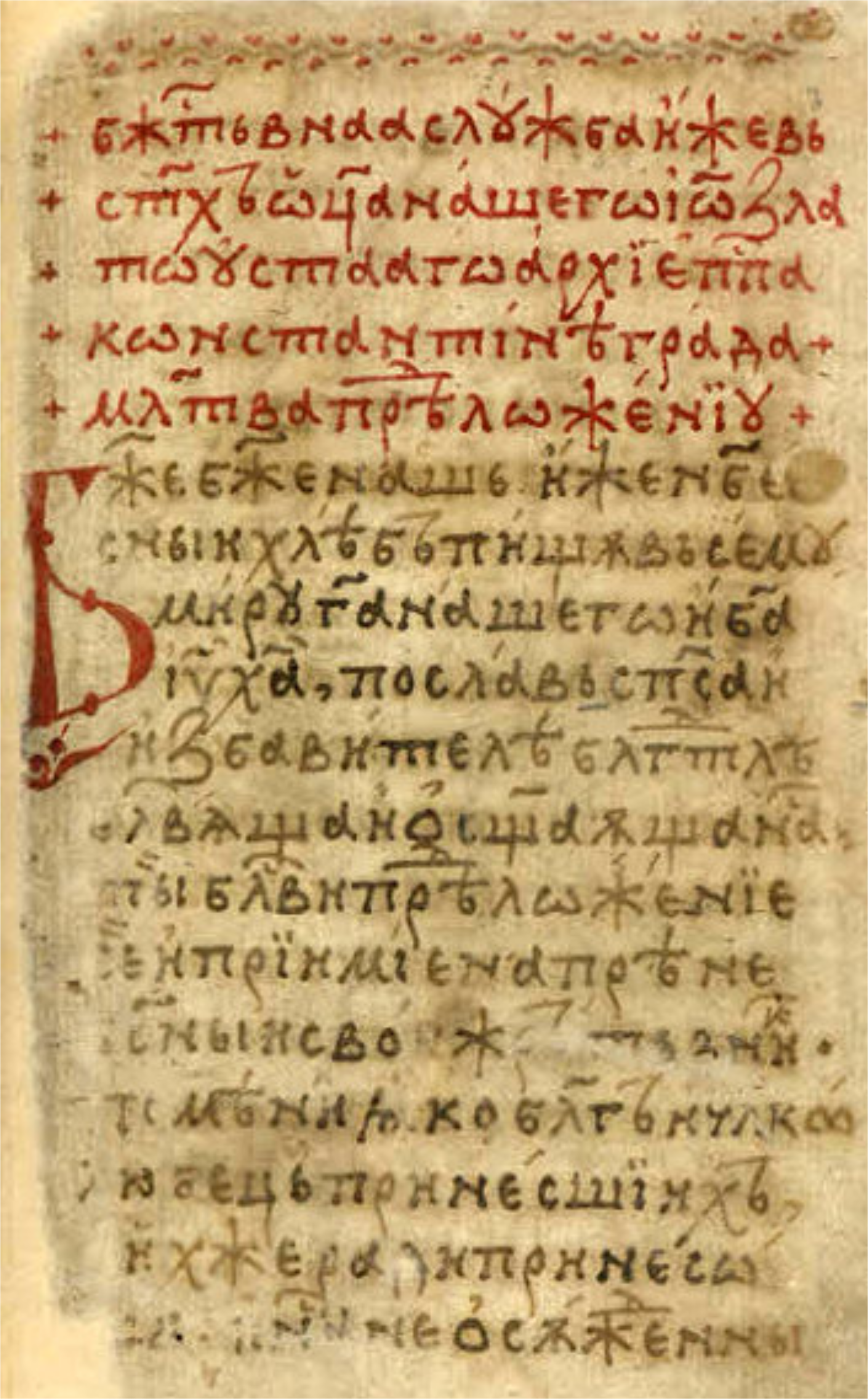
Евтимиев служебник

Евтимиев служебник – богослужебная книга, переведённая с греческого на среднеболгарский язык Евфимием Тырновским. 
Содержит Указание (Диатаксис) Константинопольского патриарха Филофея Кокина о богослужебном чине, литургию Иоанна Златоуста, литургию Василия Великого, литургию преждеосвященных Даров и несколько дополнительных молитв. 
Сохранилась в трёх экземплярах, два из которых находятся в Зографском монастыре. Один – в Национальной библиотеке Святых Кирилла и Мефодия под № 231, эта рукопись была получена в 1908 году в подарок от Министерства народного просвещения; данные о рукописи относятся к 1889 году, когда она некоторое время находилась в Рильском монастыре; согласно профессору Любомиру Милетичу в 1891 году он принадлежала отцу Игнатию Рильскому.
Одна рукопись из Зографа представляет собой пергаментный свиток, две другие – книги в переплёте. Бумага датируется одним и тем же временем: концом XIV века. Три рукописи немного отличаются по содержанию, но все содержат молитвенную запись «помяни, Господи, кир Евтимия, сия написавша». Добавка «помени, Господи, попа Герасима» в софийской рукописи, вероятно, относится к писцу, который переписывал текст. 